# Trumpeldorův hřbitov
Trumpeldorův hřbitov (hebrejsky: בית הקברות טרומפלדור), označovaný též jako Starý hřbitov (hebrejsky: בית הקברות הישן), je hřbitov v Tel Avivu. Byl založen roku 1902, rozkládá se na ploše 10,6 hektarů a je zde pohřbeno zhruba pět tisíc lidí. Je pojmenován po sionistickém hrdinovi Josefu Trumpeldorovi.
Na hřbitově je pohřbena řada předních osobností sionistického hnutí, Izraele, zakladatelé Tel Avivu a spisovatelé či umělci. Patří mezi ně například Me'ir Dizengoff, Moše Šaret, Achad ha-Am, Chajim Nachman Bialik, Josef Chajim Brenner či Chajim Arlozorov, nebo pražský rodák Max Brod.
U hlavní vstupní brány se nachází masové hroby Židů zabitých během arabských povstání v letech 1921, 1929 a 1936–1939.